# إميل هيرشفيلد
إميل هيرشفيلد (بالبولندية: Emil Hirschfeld؛ بالألمانية: Emil Hirschfeld) هو منافس ألعاب قوى ألماني وبولندي، ولد في 31 يوليو 1903 في غدانسك في بولندا، وتوفي في 23 فبراير 1968 في برلين في ألمانيا.

## وصلات خارجية
- إميل هيرشفيلد على موقع أوليمبيديا (الإنجليزية)